# Uitgeverij Don Lawrence Collection
Don Lawrence Collection is een Nederlandse uitgeverij van stripverhalen, opgericht in 1989 door Rob van Bavel. De missie van de uitgeverij was al het werk van de Britse striptekenaar Don Lawrence in Nederland opnieuw uit te geven, wat onder andere gebeurde met de album reeks Don Lawrence -the collection- en tijdschriften als Don Lawrence -magazine- en Pandarve. Na de dood van Don Lawrence in 2003 kocht de uitgeverij in 2005 de rechten van de reeks Storm, waarmee een nieuw hoofdstuk werd geschreven. De uitgeverij maakte een flinke groei door en met het opnieuw uitgeven van het legendarische tijdschrift Eppo in 2009 werden er nieuwe reeksen onder het label Don Lawrence Collection uitgegeven die eigenlijk niets met Don Lawrence te maken hadden.
Enkele bekende reeksen zijn Storm, Douwe Dabbert, Rhonda, Hel, Haas, January Jones en Elsje.

## Geschiedenis
Door de herstart van Eppo zijn veel Nederlandse reeksen onder Uitgeverij Don Lawrence Collection verschenen. De uitgeverij groeide ook door overnamens en samenwerkingen met onder andere Uitgeverij Complot en Strip2000.
In juli 2016 nam Don Lawrence Collection Uitgeverij L over van Luitingh Sijthoff en haalde daarmee de reeks Agent 327 van Martin Lodewijk binnen en populaire series als zoals Lanfeust, Ekhö, Ythaq, Trollen van Troy van de Franse auteur Christophe Arleston. In eerste instantie zouden beide uitgeverijen hun eigen label voeren maar in september 2017 werden deze samengevoegd onder de naam "Uitgeverij L".

## Reeksen

### Don Lawrence Collection
- Amorfati
- Storm
- Roodhaar
- Floris van Dondermonde
- 40 hours
- Argus
- Rhonda
- Guardian

- Haas
- Carbeau - barones & bolides
- Hel
- Ward
- Veertigers
- Max Miller
- Trigië

- Soeperman
- De partners
- De Vries
- Liberty Meadows
- Ronson Inc.
- Reborn
- Cor Morelli

### Uitgeverij L
- Ythaq
- Lanfeust
- Trollen van Troy
- Agent 327
- Buddha
- Ekhö
- Cixi van Troy
- De wouden van Opaal
- Moréa
- Cutting Edge

- De boeken van de Zieners
- Ayako
- Waterwereld Askell
- Amazones van Troy
- Elixers
- Huurlingen
- Legenden van Troy
- Odyxes
- Profeet
- Sinbad

- Tykko
- Veroveraars van Troy
- Witte Termiet
- Lanfeust Odyssey
- Lanfeust van de sterren
- Saffraannacht
- De terugkeer
- Nieuwe vrienden
- De ontdekking
- De zoektocht